# Bartosz Osewski
Bartosz Osewski (ur. 20 marca 1991 w Gdańsku) – polski lekkoatleta specjalizujący się w rzucie oszczepem.

## Kariera sportowa
13 maja 2012 zdobywając srebrny medal mistrzostw Polski AZS w Łodzi i poprawiając swój rekord życiowy o ponad 11 metrów uzyskał minimum Polskiego Związku Lekkiej Atletyki na igrzyska olimpijskie w Londynie oraz mistrzostwa Europy w Helsinkach. Podczas mistrzostw w Helsinkach oraz igrzysk w Londynie nie zdołał awansować do finału.
Medalista młodzieżowych mistrzostw Polski (Bydgoszcz 2013 – srebro; Radom 2012 – brąz) oraz mistrzostw Polski Akademickiego Związku Sportowego.
Rekord życiowy: 83,89 (13 maja 2012, Łódź) – rezultat ten do 2019 był rekordem Polski w kategorii młodzieżowców (zawodników do lat 23) oraz dziewiątym wynikiem w historii polskiej lekkoatletyki.

## Osiągnięcia
| Rok  | Impreza                        | Miejsce  | Lokata            | Wynik |
| ---- | ------------------------------ | -------- | ----------------- | ----- |
| 2012 | Mistrzostwa Europy             | Helsinki | el. – 17. miejsce | 75,26 |
| 2012 | Igrzyska olimpijskie           | Londyn   | el. – 42. miejsce | 71,19 |
| 2013 | Młodzieżowe mistrzostwa Europy | Tampere  | el. – 20. miejsce | 64,98 |
| 2018 | Mistrzostwa Europy             | Berlin   | el. – 21. miejsce | 74,80 |
| 2019 | Puchar Europy w rzutach        | Šamorín  | 3. miejsce        | 74,07 |